# Бандлинг (традиция)

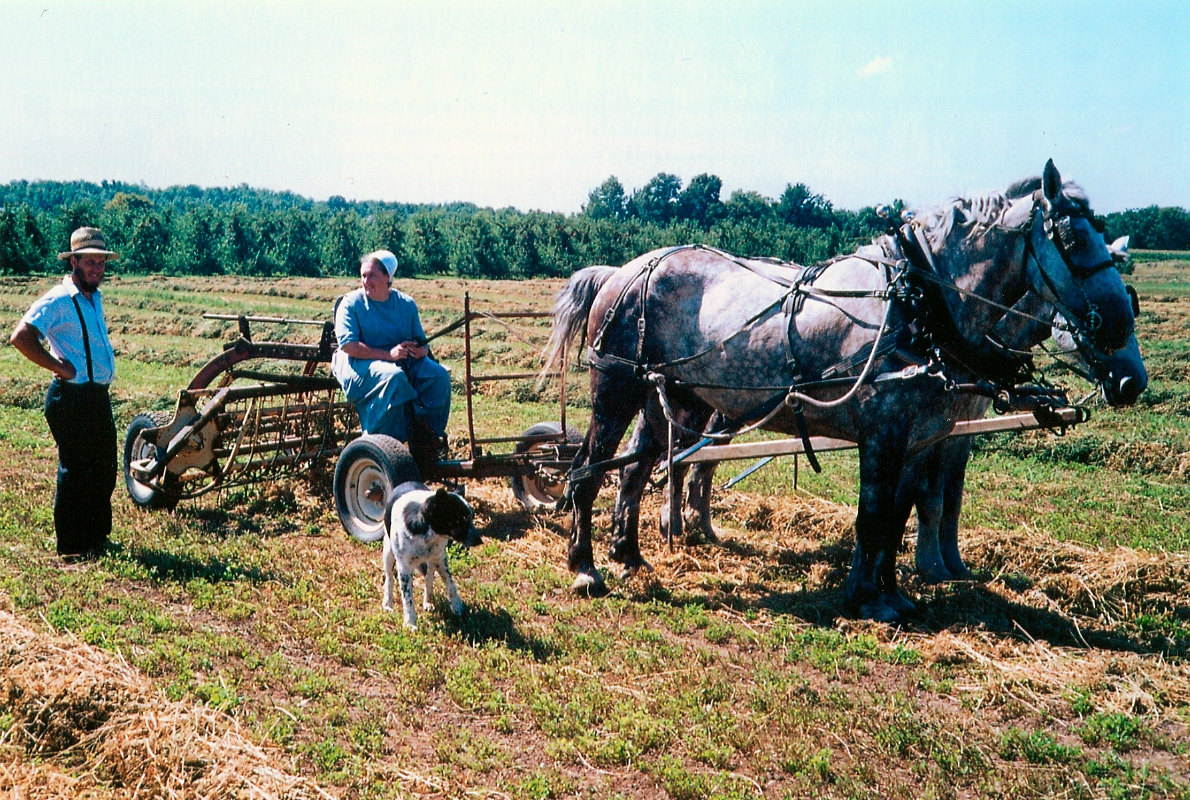
Семья амишей в штате Нью-Йорк

Бандлинг (англ. bundling, букв. «связывание») — традиционная практика ухаживания, распространённая среди амишей. Состоит в общении молодой пары друг с другом в постели, при этом оба участника ритуала полностью одеты. В некоторых случаях во время бандлинга кровать разделяется на две половины доской.
Считается, что эта традиция изначально зародилась либо в Нидерландах, либо в Британии, позже обретя популярность в США, особенно в среде немцев Пенсильвании.

## Бандлинг как традиция ухаживания
Считается, что бандлинг впервые зародился у докельтского населения Британских островов и был завезён в американские колонии европейскими иммигрантами (в первую очередь голландцами и валлийцами), где приобрёл беспрецедентную популярность.
Традиционно в бандлинге участвовали двое молодых людей или подростков (на момент проведения ритуала они часто уже были обручены), проводивших ночь в одной постели под родительской крышей с целью обеспечить совместимость и контроль. В ряде случаев кровать разделялась на две половины при помощи доски, чтобы избежать полового контакта между участниками ритуала.
Периоды популярности бандлинга часто совпадали с периодами повышения социального положения женщин, поскольку этот обычай обеспечивал высокий уровень защиты от добрачного секса.
Бандлинг, ставший популярным в Новой Англии в XVIII веке, использовался для подтверждения того, что неженатый отец несёт ответственность за внебрачную беременность.
Практика бандлинга гарантировала, что у пары всегда будут свидетели, подтверждающие любую имевшую место близость. В XVII веке суды с большей готовностью принимали показания женщины о том, что отцом её ребёнка был конкретный мужчина. В XVIII веке появились более строгие стандарты, когда судебные чиновники захотели получить доказательства в поддержку заявления женщины, которые было трудно получить. Если бы пара занималась сексом тайно и женщина забеременела, то не было бы ни одного свидетеля этой связи.

## В США
В колониальной Америке обычно существовали две формы бандлинга: соглашение о ночлеге между незнакомцами или совместное ложе любовников под присмотром родителей. Первое определение относится к практике, используемой в слаборазвитых колониях при интенсивном движении путешественников, часто не предполагающей сексуальной активности.
Последнее, однако, относится к практике ухаживания, которая обеспечивала юридическую ответственность неженатого отца в случае добрачной беременности. Ритуал бандлинга в основном наблюдался в сельских общинах. Несмотря на некоторую религиозную критику, популярность бандлинга среди сельского населения росла на протяжении XVIII века.
О распространённости добрачного секса в колониальной Америке свидетельствует количество законнорождённых детей в течение первых девяти месяцев брака; в конце XVIII века наблюдался заметный рост числа добрачных беременностей: 30—40 % младенцев рождались в течение первых девяти месяцев брака.
Отчасти это объясняется субкультурой сексуального попустительства, культивируемой родителями из менее обеспеченных слоёв общества. В XVIII веке наблюдалась высокая корреляция между добрачным статусом беременности матерей и дочерей. В США колониальной эпохи Джонатан Эдвардс и другие проповедники активно осуждали бандлинг. Американский пуританизм порицал практику бандлинга как аморальную или нехристианскую.
Расцвет бандлинга в конце XVIII века соответствует периоду низкой приверженности пуританским идеалам, когда участие подростков в религиозной жизни не было строго регламентировано общественными стандартами. Со Вторым Великим пробуждением на рубеже XIX века религия стала гораздо более важной частью жизни подростков, а пуританская мораль стала более строго соблюдаться более широкой социальной группой.
По мере того, как общественное мнение переходило от практического решения проблемы бандлинга к идеологическому решению проблемы воздержания и моральной ответственности, популярность ритуала пошла на убыль.
Вполне возможно, что даже в середине XIX века бандлинг всё ещё практиковался в штате Нью-Йорк и, возможно, в Новой Англии, хотя его популярность пошла на спад. Например, судебное дело «Грэм против Смита» (Нью-Йорк, 1846), первоначально рассматривавшееся судьёй Эдмундсом в окружном суде Оринджа в Нью-Йорке, касалось совращения 19-летней девушки. Свидетельские показания по этому делу показали, что бандлинг был распространённым явлением. В то время это практиковалось в определённых сельских общественных кругах. К XX веку бандлинг, по-видимому, исчез почти повсеместно, за исключением более консервативных объединений амишей Старого порядка, где он всё ещё практиковался (по данным на 2006 год).

### Бандлинг в других странах
Похожая брачная практика существует в африканском племени кваньяма. Эта практика зародилась в племени в восемнадцатом веке. «Связывание» у кваньяма не подразумевает совершение полового акта, скорее, слово «связывание» происходит от термина «okunangala», означающего «спать вместе». В Южной Африке этот подход предотвращал рождение внебрачных детей. Помолвленные пары народа кваньяма объединяются под присмотром, но незаконное объединение происходит ночью во время общественных собраний, что означает отсутствие свидетелей. О подобном ритуале сообщалось у германских племён, кельтов, финнов и народов Прибалтики. Немецко-швейцарский обычай килтганга демонстрирует практику мальчиков и девочек, достигших пубертатного возраста, проводить ночь вместе в постели. Эта практика зародилась в девятнадцатом веке в Норвегии и Швеции. Участники были полностью или частично одеты, и полового акта не происходило.
Молодые люди могли выбирать себе пару без вмешательства родителей. В семнадцатом веке еврейское общество поощряло привязанность до вступления в брак, подобно тому, как обручённым парам разрешалось проводить время в постели до свадьбы. Это наводит на мысль о сходстве с практикой брачных отношений во Франции и Северной Америке раннего нового времени. Брачные отношения в рамках еврейской практики ухаживания включали в себя некоторые сексуальные контакты, за исключением полового акта. Моралист семнадцатого века Исайя Горовиц осудил эту практику, поскольку его серьёзно беспокоили сексуальные прегрешения, которые могут возникнуть из-за романтической привязанности до свадьбы. В XVIII веке другой моралист Йехезкель Ландау описал случай, когда «еврейское связывание» привело к половому акту.

## В литературе
Писатель Вашингтон Ирвинг в произведении «История Нью-Йорка» (1809), а также в других своих работах упоминает о бандлинге как о практике янки:
«Этот поразительный рост, действительно, может быть отчасти приписан распространённому среди них странному обычаю, широко известному под названием связывания — суеверному обряду, которому следовала молодёжь обоего пола и которым они обычно заканчивали свои празднества, и который с религиозной строгостью соблюдался наиболее фанатичной частью населения».
Историк Эдвард Шортер писал в своём романе «Создание современной семьи», что повсеместное увеличение числа незаконнорождённых детей в результате практики ухаживания представляет собой «сексуальную революцию», которая была вызвана подъёмом промышленного капитализма в XVIII веке.
Якоб Хейзинга, меннонитский священник, живший на острове Тексел (северо-западная часть Нидерландов) с 1844 по 1881 годы, писал в своём дневнике о незаконной добрачной сексуальной жизни. Хейзинга упоминал о «тексельском обычае» или практике «ночного ухаживания», которая заключалась в том, что потенциальные женихи входили ночью в спальню незамужней женщины. В районах, граничащих с Северным морем, а также в Альпах и Балтийском регионе, были организованы ночные ухаживания или гулянья.